# Tadeusz Pawlak (pisarz)
Tadeusz Pawlak (ur. 21 marca 1927 w Milejowie koło Konina, zm. 30 listopada 2014) – polski poeta.
Ukończył Państwowe Ognisko Sztuki. Debiutował na łamach dziennika „Głos Koszaliński” w 1957 roku. W latach 1951–1979 był pracownikiem Muzeum Pomorza Środkowego w Słupsku.

## Twórczość
- Miejsce na liście
- Człowiek najdalszy
- Korzenie
- Dwie strony darnii
- Wniebogłos topoli
- W kamieniołomach obłoków
- Czas odkopany